# Ernst Křenek
Ernst Křenek (Wenen, 23 augustus 1900 – Palm Springs, 22 december 1991) was een Oostenrijks componist en muziekpedagoog.

## Levensloop
Hij werd als zoon van een officier geboren, en startte met de studie compositie in zijn 16e levensjaar bij Franz Schreker in Wenen. Na zijn militaire dienst en een jaar studie van de filosofie volgde hij zijn leraar Franz Schreker naar Berlijn aan de Staatliche Hochschule für Musik, waar hij spoedig in een kring met belangrijke componisten zoals Ferruccio Busoni, Hermann Scherchen en Eduard Erdmann geïntegreerd was. Zijn vroegste werken zijn in vrije, heel individuele atonaliteit geschreven, zo ook de opera comique Der Sprung über den Schatten.
Na een tweejarig verblijf in Zwitserland vanaf 1923, waar hij onder andere met Friedrich Gubler (feuilletonchef van de Frankfurter Zeitung), Rainer Maria Rilke en Werner Reinhart samenkwam, reisde hij naar Parijs. Onder invloed van Stravinsky en van het Franse neoclassicisme veranderde hij zijn compositiestijl tot een toegankelijker stijl. In samenwerking met Paul Bekker, bij wie hij van 1925 t/m 1927 als assistent gewerkt had en die toen artistiek leider van de Staatsoper Kassel was, ontstond de Jazz-opera Jonny spielt auf, die door het publiek enthousiast ontvangen werd. Deze opera was een van de meest gespeelde opera's in de jaren twintig en maakte hem internationaal bekend.
Na de scheiding van zijn eerste vrouw Anna Mahler, de dochter van Gustav Mahler (huwelijk 1924), huwde hij de bekende actrice Berta Hermann en ging terug naar Wenen. Wederom wijzigde hij zijn compositiestijl; na een intensieve studie van de muziek van Franz Schubert begon zijn neoromantische periode, die met de opera Das Leben des Orest en de liederencyclus Reisetagebuch aus den österreichischen Alpen in 1929 haar hoogtepunt beleefde. Maar in hetzelfde jaar begon zijn uiteenzetting met de twaalftoonsmuziek van Arnold Schoenberg, die voor de volgende jaren zijn compositiestijl bestemde.

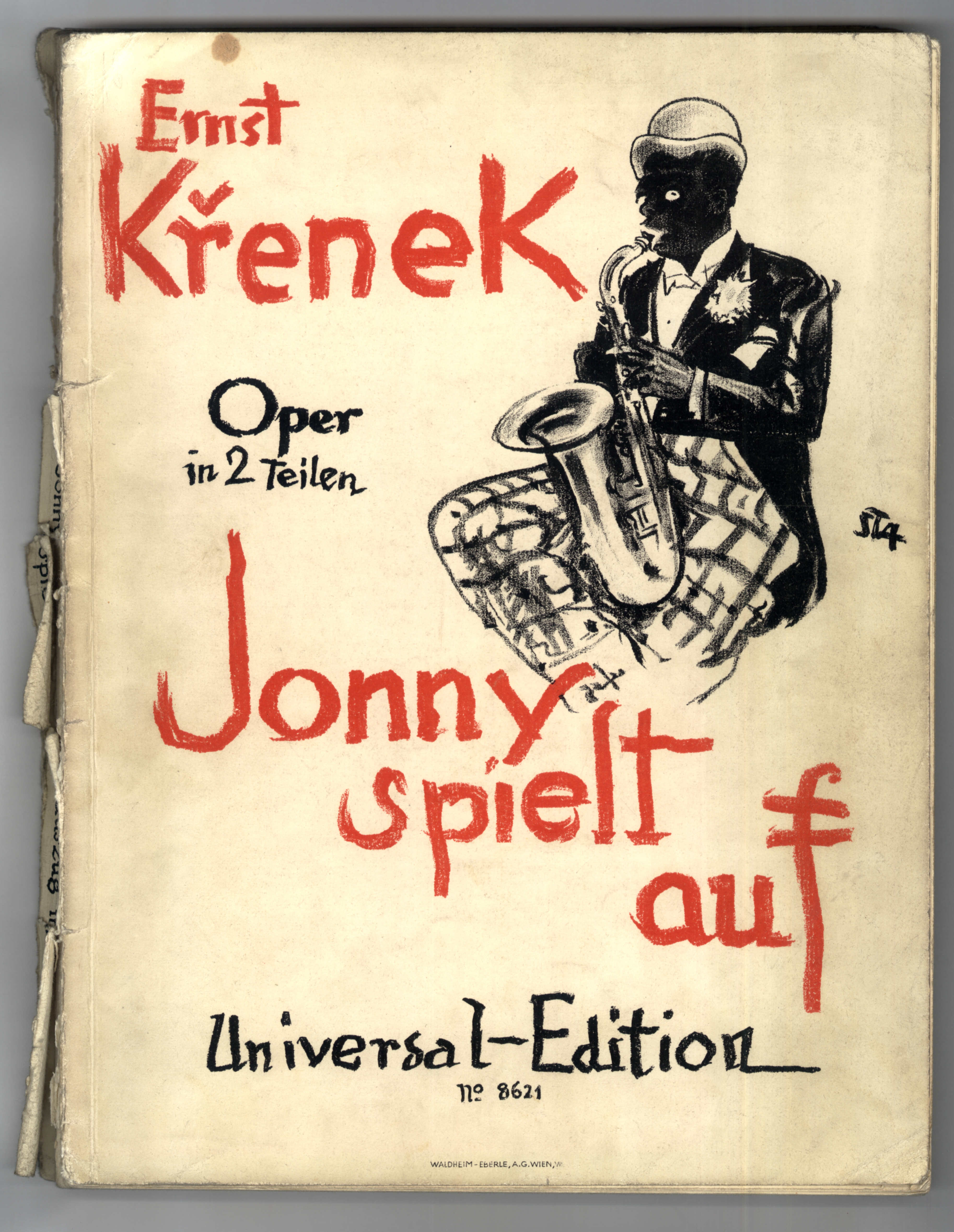
Titelblad van Jonny spielt auf

Sinds de opera Jonny spielt auf was hij voor de fascisten in Duitsland een 'Culturbolsjewist' en nadat de nazi's in 1933 aan de macht kwamen, werden zijn werken in nazi-Duitsland verboden. Als reactie op het zich uitbreidende fascisme bekeerde hij zich tot het katholicisme en schreef vanuit deze situatie de indrukwekkende 12-toon-opera Karl V.. De première van deze opera werd dan ook door de nazi's in 1934 in Wenen verhinderd en ging pas later (1938) in Praag door.
In 1937 reisde hij voor het eerst door de Verenigde Staten van Amerika. Nadat Oostenrijk door het Derde Rijk geannexeerd was, emigreerde Křenek in 1938 naar de Verenigde Staten. In 1939 werd hij leraar aan het Vassar College in Poughkeepsie, New York, van 1942 t/m 1947 doceerde hij aan de School of Fine Arts van de Hamline-universiteit in Saint Paul, Minnesota en werd daar Professor of Music.
In 1945 werden hem de burgerlijke rechten van de Verenigde Staten toegekend.
Van 1947 t/m 1966 woont hij in Los Angeles en deed lessen aan verschillende Universiteiten (New Mexico, Los Angeles en aan de Chicago Musical College) in de Verenigde Staten. In 1950 huwde hij de componiste Gladys Nordenstrom. Tot de belangrijkste werken uit deze periode behoren het koorwerk Lamentatio Jeremiae prophetae (1941) en de opera Pallas Athene weint (1955).
In 1963 wordt hem de Grote Oostenrijkse Staatsprijs toegekend.
Ongebroken was de experimenteervreugde van Křenek. Vanaf 1956 bestudeerde hij de seriële muziek, als in het oratorium voor Pinksteren Spiritus intelligentiae sanctus, en in de jaren zestig zocht hij ook in de elektronische muziek zijn werkterrein. In 1966 ging hij naar Palm Springs, maar intussen was hij ook in Europa als promotor voor zijn eigen werk bezig. Verder was hij docent bij de Darmstädter Ferienkurse in Duitsland (1950). In 1954 werd in Madison, Wisconsin een Krenek Festival gesticht. In 1957 was hij gast-professor aan de befaamde Princeton-universiteit in Princeton, New Jersey.
Van 1983 tot 1990 woonde en werkte hij in het Schönberg-Haus in Mödling. Tot kort voor zijn dood was hij actief componist en zijn oeuvre kent 242 partituren. Na zijn dood op 91-jarige leeftijd werd hij in Wenen in een eregraf van de stad Wenen bijgezet. Hij heeft in zijn oeuvre alle stijlen en genres toegepast, en, zoals Igor Stravinsky, bereikte hij in iedere stijl een buitengewoon meesterschap.

## Composities

### Werken voor orkest
- 1921 Sinfonie Nr. 1 op. 7
- 1921 Concerto Grosso Nr. 1, op. 10
- 1922 Sinfonie Nr. 2 op. 12
  1. Andante sostenuto/Allegro agitato
  2. Allegro deciso, ma non troppo
  3. Adagio
- 1922 Sinfonie Nr. 3 op. 16
  1. Andante sostenuto/Allegro deciso
  2. Adagio
  3. Allegro commodo
- 1922 Pianoconcert Nr. 1, op. 18
- 1924 Concerto Grosso Nr. 2, op. 25
- 1924 Concert No. 1 voor viool en orkest
- 1928 Little Symphony op. 58
- 1946 Symfonische Elegie voor strijkorkest
- 1947 Sinfonie Nr. 4 op. 113
- 1949 Sinfonie Nr. 5 op. 119
- 1953/1954 Concert No. 2 voor viool en orkest
- 1954 Sinfonie Pallas Athene op. 137
- 1972 Statisch und Ekstatisch
- 1974 Von vorn herein
- 1975 Auf- und Ablehnung
- 1981 Lebensbogen voor kamerorkest

### Werken voor harmonie-orkest
- 1924-1925 Symphonie pour instruments à vent et batterie op. 34
- 1926 Drei lustige Märsche, op. 44 - (Première 1926 in Donaueschingen, Duitsland)
- 1928 Kleine Bläsermusik, op. 70a
- 1955 Suite
- 1975 Dream Sequence, op. 225
- Intrada

### Kamermuziek
- 1921 Strijkkwartet Nr. 1, op. 6
- 1921 Strijkkwartet Nr. 2, op. 8
- 1923 Strijkkwartet Nr. 3, op. 20
- 1924 Strijkkwartet Nr. 4, op. 24
- 1929 liedercyclus Reisebuch aus den österreichischen Alpen, op 62
- 1930 Strijkkwartet Nr. 5, op. 65
- 1936 Strijkkwartet Nr. 6, op. 78
- 1944 Strijkkwartet Nr. 7, op. 96
- 1988 Strijkkwartet Nr. 8, op. 233

### Koorwerken
- 1942 Lamentatio Jeremiæ Prophetæ, Op. 93

### Muziektheater

#### Opera's
| Voltooid in | titel                                           | aktes                  | première | libretto                     |
| ----------- | ----------------------------------------------- | ---------------------- | --- | ---------------------------- |
| 1922        | Zwingburg, op. 14                               | 1 akte                 | 20 oktober 1924, Berlijn, Staatsoper Unter den Linden                                                                | Fritz Demuth en Franz Werfel |
| 1923        | Der Sprung über den Schatten, op. 17            | 3 aktes                | 9 juni 1924, Frankfurt am Main, Alte Oper                                                                            | van de componist             |
| 1923        | Orpheus und Eurydike, op. 21                    | 3 aktes                | 27 november 1926, Kassel, Staatstheater                                                                              | Oskar Kokoschka              |
| 1925-1926   | Jonny spielt auf, op. 45                        | 2 aktes                | 10 februari 1927, Leipzig, Opera                                                                                     | van de componist             |
| 1926        | Der Diktator, op. 49                            | 1 akte                 | 6 mei 1928, Wiesbaden, Staatstheater                                                                                 | van de componist             |
| 1926-1927   | Das geheime Königreich, sprookjes-opera, op. 50 | 1 akte                 | 6 mei 1928, Wiesbaden, Staatstheater                                                                                 | van de componist             |
| 1928-1929   | Das Leben des Orest, op. 60                     | 5 aktes                | 19 januari 1930, Leipzig, Neues Theater                                                                              | van de componist             |
| 1930-1933   | Karl V., op. 73                                 | 2 delen                | 1e versie: 22 juni 1938, Praag, Neues Deutsches Theater; 2e versie: 11 mei 1958, Düsseldorf, Deutsche Oper am Rhein; | van de componist             |
| 1933-1934   | Cefalo e Procri, op. 77                         | proloog en 3 taferelen | 15 september 1934, Venetië, Teatro Goldoni                                                                           | Rinaldo Küfferle             |
| 1940        | Tarquin, op. 90                                 | 2 delen                | 16 juli 1950, Keulen, Städtische Bühnen                                                                              | Emmet Lavery                 |
| 1945-1946   | What Price Confidence?, op. 111                 | 9 scènes               | 22 mei 1962, Saarbrücken, Stadttheater                                                                               | van de componist             |
| 1950-1951   | Dark Waters, op. 125                            | 1 akte                 | 2 mei 1951, Los Angeles, Bovard Auditorium                                                                           | van de componist             |
| 1952-1953   | Pallas Athene weint, op. 144                    | voorspeel en 3 aktes   | 17 oktober 1955, Hamburg, Staatsopera                                                                                | van de componist             |
| 1955-1956   | The Bell Tower, op. 153                         | 1 akte                 | 17 maart 1957, Urbana (Illinois), Lincoln Hall Theatre                                                               | van de componist             |
| 1960-1962   | Ausgerechnet und verspielt, op. 179             | 1 akte                 | 25 juli 1962, Wenen, ORF                                                                                             | van de componist             |
| 1962-1963   | Der goldene Bock (Chrysomallos), op. 186        | 4 aktes                | 16 juni 1964, Hamburg, Staatsopera                                                                                   | van de componist             |
| 1963/1966   | Der Zauberspiegel, op. 192                      | 14 taferelen           | 6 september 1967, München, Bayerischer Rundfunk                                                                      | van de componist             |
| 1967-1969   | Sardakai oder Das kommt davon, op. 206          | 11 scènes              | 27 juni 1970, Hamburg, Staatsopera                                                                                   | van de componist             |

#### Balletten
| Voltooid in | titel                          | aktes | première | libretto | choreografie |
| ----------- | ------------------------------ | ----- | -------- | -------- | ------------ |
| 1925        | Mammon, op. 37                 |       |          |          |              |
| 1925        | Der vertauschte Cupido, op. 38 |       |          |          |              |
| 1939        | Eight Column Line, op. 85      |       |          |          |              |

#### Operettes
| Voltooid in | titel                                           | aktes   | première                       | libretto                            |
| ----------- | ----------------------------------------------- | ------- | ------------------------------ | ----------------------------------- |
| 1924-1925   | Bluff, op. 36                                   | 3 aktes | terug getrokken                | George Gribble en Carl von Levetzow |
| 1926-1927   | Schwergewicht, oder Die Ehre der Nation, op. 55 | 1 akte  | 5 november 1927, Keulen, Opera | van de componist                    |

#### Toneelstukken
- 1930 Kehraus um St. Stephan, satire met muziek, 2 delen, op. 66 - tekst: van de componist - première: 1988, Wenen, Ronacher
- 1972-1973 Flaschenpost vom Paradies oder Der englische Ausflug, televisiespel, op 217, tekst: van de componist - première: 8 maart 1974, Wenen, ORF

## Publicaties
- Anton Webern, Komponisten des 20. Jahrhunderts in der Paul Sacher Stiftung. (Basel: Paul Sacher Stiftung, 1986). pp. 127-129
- Offener Brief an Claus Helmut Drese, in: Die Presse (Vienna) (April 18, 1986)

### Over Ernst Křenek

#### Boeken
- Matthias Schmidt: Ernst Krenek: Zeitgenosse des 20. Jahrhunderts. Wien: Wiener Stadt- und Landesbibliothek, 2000
- Garrett H. Bowles: Ernst Krenek: a bio-bibliography. New York: Greenwood Pr., 1989
- Otto Kolleritsch: Ernst Krenek, Studien zur Wertungsforschung, Bd. 15, Wien: Universal Edition, 1982.
- Theodor W. Adorno: Ernst Krenek. München: ed. text + kritik, 1984
- Ernst Hilmar: Dank an Ernst Krenek. Wien: Universal-Edition, 1982
- A Krenek Festschrift, Perspectives of New Music 24:1 (Fall-Winter 1985): 270-423.

#### Artikelen
- F. Bouwman: Kan en mag Mahlers Unvollendete worden voltooid? - Discussie over Mahlers tiende symfonie (W72) en Kreneks editie, in: Mens en Melodie 41 (October 1986): 408-428.
- Karl B. Schnelting: Zeugen des Jahrhunderts. Porträts aus dem Musikerleben: Hans Heinz Stuckenschmidt, Ernst Krenek, Rolf Liebermann, Frankfurt am Main: Fischer Taschenbuch Verlag, 1990. ISBN 978-3-596-24605-2
- Karl B. Schnelting: Zeugen des Jahrhunderts : Porträts aus dem Musikerleben: Hans Heinz Stuckenschmidt, Ernst Krenek, Rolf Liebermann, Frankfurt am Main: Fischer Taschenbuch Verlag, 1987.
- Habakuk Traber, Elmar Weingarten: Amerikas Einfluss auf eingewanderte Komponisten / Ernst Krenek, in: Verdrängte Musik : Berliner Komponisten im Exil, Berlin: Argon Verlag, 1987, 376 p., ISBN 978-3-870-24118-6
- Claudia Zenck-Maurer: Die zerbrochene Geschichte - Analysis and discussion of the Eighth string quartet op. 230, in: Melos 48:1 (1986): 2-30.
- Claudia Zenck-Maurer: Ernst Krenek : eine Porträtskizze, Komponisten des 20. Jahrhunderts in der Paul Sacher Stiftung. (Basel: Paul Sacher Stiftung, 1986). pp. 215-219
- Claudia Zenck-Maurer: The ship loaded with faith and hope : Krenek's Karl V. and the Vienna politics of the Thirties, in: Musical Quarterly 71:2 (1985): 116-134.
- Ernst Scherzer: Geehrt, doch unbegehrt. - Der Komponist Ernst Krenek im Gespräch, in: Neue Zeitschrift für Musik. 147 (1986) H. 2, S. 26-29.
- M. Muginstejn: Ernst Krenek - rovesnik veka. (Ernst Krenek - unser Zeitgenosse. Ernst Krenek aus sowjetischer Sicht), in: Sovetskaja muzyka. 1986, H. 8, S. 97-103.
- Levering Bronston: Krenek : Symphonies No. 1, op. 7; No. 2, op. 12, in: Fanfare 9:5 (May/June 1986): 165-166.
- Quaintance Eaton: Concert de Moscou, in: Neue Zeitschrift für Musik 147:10 (October 1986): 62.
- François-René Tranchefort: Ernst Krenek, in: Guide de la Musique Symphonique. (Paris: Fayard, 1986). pp. 400-401
- Friedrich Saathen: Im Endlichen nach allen Seiten : Ernst Krenek, Von Kundern, Kauzen und Ketzern. (Wien: Bohlau Verlag, 1986). pp. 317-380
- Walter Obermaier: Nur ein Wort, nur ein Gedanke in Ernst Krenek: Fünf Lieder nach Worten von Franz Kafka, Vienna: Wiener Stadt- und Landesbibliothek, 1985): 14-19.
- M. Ruedenauer: Ein Traum vom ewigen Frieden - Besprechung der Wiener Premiere der Oper "Karl V." op.73 in der Wiener Staatsoper, in: Orchester 33 (January 1985): 22-23.
- Ernst Hilmar: Ach, was wird uns hier bereitet? - Ernst Krenek: Fünf Lieder nach Worten von Franz Kafka, (Vienna: Wiener Stadt- und Landesbibliothek, 1985). pp. 40-41
- Ernst Hilmar: Es rieselt, es knistert, es kracht. - Ernst Krenek: Fünf Lieder nach Worten von Franz Kafka. (Vienna: Wiener Stadt- und Landesbibliothek, 1985). pp. 23-38
- Jann Pasler: Ernst Krenek : in retrospect, in: Perspectives of New Music 24:1 (Fall-Winter 1985) 424-432
- John L. Stewart: Ernst Krenek and music education, in: American Music Teacher 34:4 (1985): 41-43.
- W. Dobner: Carinthischer Sommer - Eine Ernst Krenek-Woche als Höhepunkt, in: Musica 39:5 (1985): 469+
- Walter Szmolyan: Aktivitäten zu Ernst Kreneks 85. Geburtstag, in: Oesterreichische Musikzeitschrift 40:12 (December 1985): 670-671.
- Jean Strommer: John Donne's text and the music of the first movement of Ernst Krenek's "La corona". - A study in relationships, Sacra/profarona; Studies in Sacred and Secular Music for Johannes Riedel, Edited by Audrey Ekd Ahl Davidson and Clifford David Son. (Minneapolis: Friends of Minnesota Music, 1985). pp. 53-66

#### Proefschriften
- David Motto: Emigre composers in the United States: Teaching in American universities, Berkeley. 1986. Batchelor's thesis. 103 p.
- Sydney Bruce Samet: Hearing aggregates, Princeton. 1985. Ph.D. dissertation. 201 p.
- Nancy Clarke Langham: A study of two sonatas for the 1940s: Sonata no. 2 for solo violin op. 115 (1948) by Ernst Krenek and Sonata for solo violin op. 10 (1940) by Vincent Persichetti, Louisiana State. 1985. Ph.D. dissertation. 142pp.
- Susan C. Cook: Opera during the Weimar Republic - The Zeitopern of Ernst Krenek, Kurt Weill, and Paul Hindemith, Michigan. 1985. Ph.D. dissertation. 520pp.

### Enkele algemene naslagwerken
- Walter Pass, Gerhard Scheit, Wilhelm Svoboda: Orpheus im Exil - Die Vertreibung der Österreichischen Musik von 1938 bis 1945, Wien: Verlag für Gesellschaftskritik, 1995, 409 p., ISBN 3-851152-00-X